# تاريخ باريس (1946-2000)
بحلول نهاية الحرب العالمية الثانية، كان سكان باريس يعيشون في بؤس. فدُمرت الصناعة وأصبح السكن غير متوفر وفُرض تقنين الغذاء. لم يرجع تعداد سكان باريس إلى المستوى الذي كان عليه عام 1936 حتى سنة 1946، وازداد تعداد سكان باريس ليصل إلى مليونين و850 ألف نسمة بحلول عام 1954، من بينهم 135 ألف مهاجر، أغلبهم من الجزائر والمغرب وإيطاليا وإسبانيا. استمرت هجرة الطبقة العاملة من الباريسيين إلى الضواحي. انخفض تعداد سكان المدينة خلال الستينات والسبعينات من القرن الماضي (مليونان و753 ألف نسمة عام 1962، و2.3 مليون نسمة عام 1972) قبل أن يستقر أخيرًا في ثمانينات القرن الماضي (مليونان و168 ألف نسمة عام 1982، مليونان و152 ألف نسمة عام 1992).
في الخمسينات والستينات من القرن العشرين، شهدت المدينة عملية إعادة إعمار ضخمة، فأصبحت باريس تحوي طرقًا سريعة جديدة وناطحات سحاب وآلاف الكتل السكنية. بدءًا من سبعينات القرن الماضي، اهتم الرؤساء الفرنسيون شخصيًا بترك أثر خاص بهم، على هيئة متاحف ومبانٍ جديدة: فامتلك الرئيس فرانسوا ميتران برنامجًا طموحًا أكثر من باقي رؤساء فرنسا منذ عهد نابليون الثالث. فشمل مشروعه غراند ترافو المختص بالعمارة معهد العالم العربي والمكتبة الوطنية الفرنسية الجديدة، ودار أوبرا الباستيل، ووزارة جديدة في فرنسا، وهي وزارة الاقتصاد والمالية، في بيرسي. بالإضافة إلى قوس لاديفونس في حي لا ديفونس، والغراند لوفر وهرم اللوفر الذي صممه المعماري آي. إم. بي في باحة نابليون ضمن قصر اللوفر.
في حقبة ما بعد الحرب، شهدت باريس أكبر حركة تنمية منذ نهاية العصر الجميل عام 1914. بدأت الضواحي بالتوسع بشكل ملحوظ، بالإضافة إلى بناء ملكيات عقارية اجتماعية ضخمة عُرفت باسم المدن وبدء مشروع بناء لا ديفونس، أو الضاحية التجارية. بُنيت شبكة أنفاق سريعة ضخمة، وتُعرف باسم الشبكة الجهوية السريعة في إيل دو فرانس، لإتمام مترو باريس والوصول إلى الضواحي البعيدة. طُورت شبكة من الطرق في الضواحي المتمركزة حول طريق بيريفيريك السريع الذي يُطوق المدينة، واكتمل بناؤه عام 1973.
في شهر مايو عام 1968، أدى تمرد الطلاب في باريس إلى تغييرات جذرية في النظام التعليمي، وتفكك جامعة باريس إلى حرم جامعية منفصلة.
لم تنتخب باريس عمدة لها منذ الثورة الفرنسية. كان نابليون بونابرت وخلفاؤه المسؤولون عن اختيار المحافظ شخصيًا لإدارة المدينة. في عهد الرئيس فاليري جيسكار ديستان، تغير القانون في الحادي والثلاثين من شهر سبتمبر عام 1975. جرى أول انتخابٍ لعمدة باريس عام 1977، وفاز جاك شيراك بالمنصب، وهو من كان رئيس وزراء سابقًا. عمل شيراك في منصب عمدة باريس لـ 18 عامًا حتى سنة 1995، عندها انتُخب رئيسًا لجمهورية فرنسا. خلفه مرشح آخر عن اليمين، وهو جان تيبيري.

## باريس خلال الجمهورية الرابعة (1946–1958)

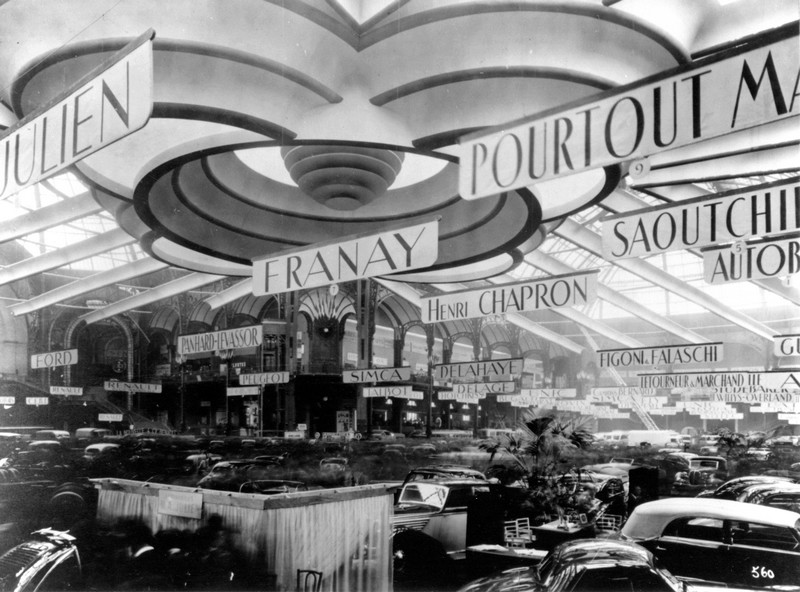
معرض باريس للسيارات عام 1946.

عُقدت أولى انتخابات البلديات في باريس (وفرنسا) منذ الحرب في التاسع والعشرين من شهر أبريل والثالث عشر من شهر مايو عام 1945، وكانت تلك أول انتخابات فرنسية يُسمح فيها للنساء بالاقتراع. شاركت 6 أحزاب في تلك الانتخابات. حاز الشيوعيون على 37 بالمئة من الأصوات و27 مقعدًا في المجلس من أصل 90، فأصبحوا أكبر حزب في حكومة المدينة. في الحادي والعشرين من شهر أكتوبر عام 1945، عُقدت أولى الانتخابات البرلمانية منذ اندلاع الحرب، وفاز فيها تحالفٌ من الشيوعيين والاشتراكيين. في عام 1946، أممت الحكومة الجديدة شركات الغاز والكهرباء الخاصة، وأغلقت مؤسسة باريسية قديمة جدًا، وهي بيوت الدعارة.
على الرغم من انتهاء الحرب، لم تنته مصائب الباريسيين. فاستمر تقنين الخبز حتى شهر فبراير من عام 1948، وفرضت الحكومة تقنينًا على القهوة وزيت الطهي والسكر والأرز حتى شهر مايو من عام 1949. قُصف الكثير من المصانع حول مدينة باريس خلال الحرب العالمية، وظلت تلك المصانع مدمرة بعد الحرب.
تمكنت بعض المؤسسات الباريسية من استعادة قواها بسرعة. في الثاني عشر من شهر فبراير عام 1946، نظم كريستيان ديور أول عرض أزياء ضخم بعد الحرب في جادة مونتين. أصبحت الأزياء الفخمة واحدة من صادرات فرنسا الصناعية الهامة، وواحدة من سبل الحصول على العملة الأجنبية. عادت صناعة السيارات إلى الحياة أيضًا، فأقيم معرضٌ رائع للسيارات الجديدة عام 1946.
في عام 1947، ازدادت التوترات في الحكومة بين الشيوعيين وحلفائهم في التحالف، وهم الاشتراكيون. في الخامس والعشرين من شهر أبريل، بدأت اتحادات التجارة الشيوعية إضرابًا في مصنع شركة رينو، إحدى أكبر شركات المدينة. في الخامس من مايو، طرد رئيس الوزراء الاشتراكي الجديد، بول رامادي، الوزراء الشيوعيين من حكومته. فرد الشيوعيون على ذلك بتنظيم إضرابات واعتصامات لعمال السكك الحديدية وموظفي البنوك. تزامنًا مع ذلك، أصبح نقص الغذاء أسوأ مما كان عليه، فازداد التقنين على الخبز ليحصل المواطن على 200 غرام فقط، وذلك أسوأ مما كان عليه الوضع في أثناء الاحتلال النازي لفرنسا.

### نقص الإسكان

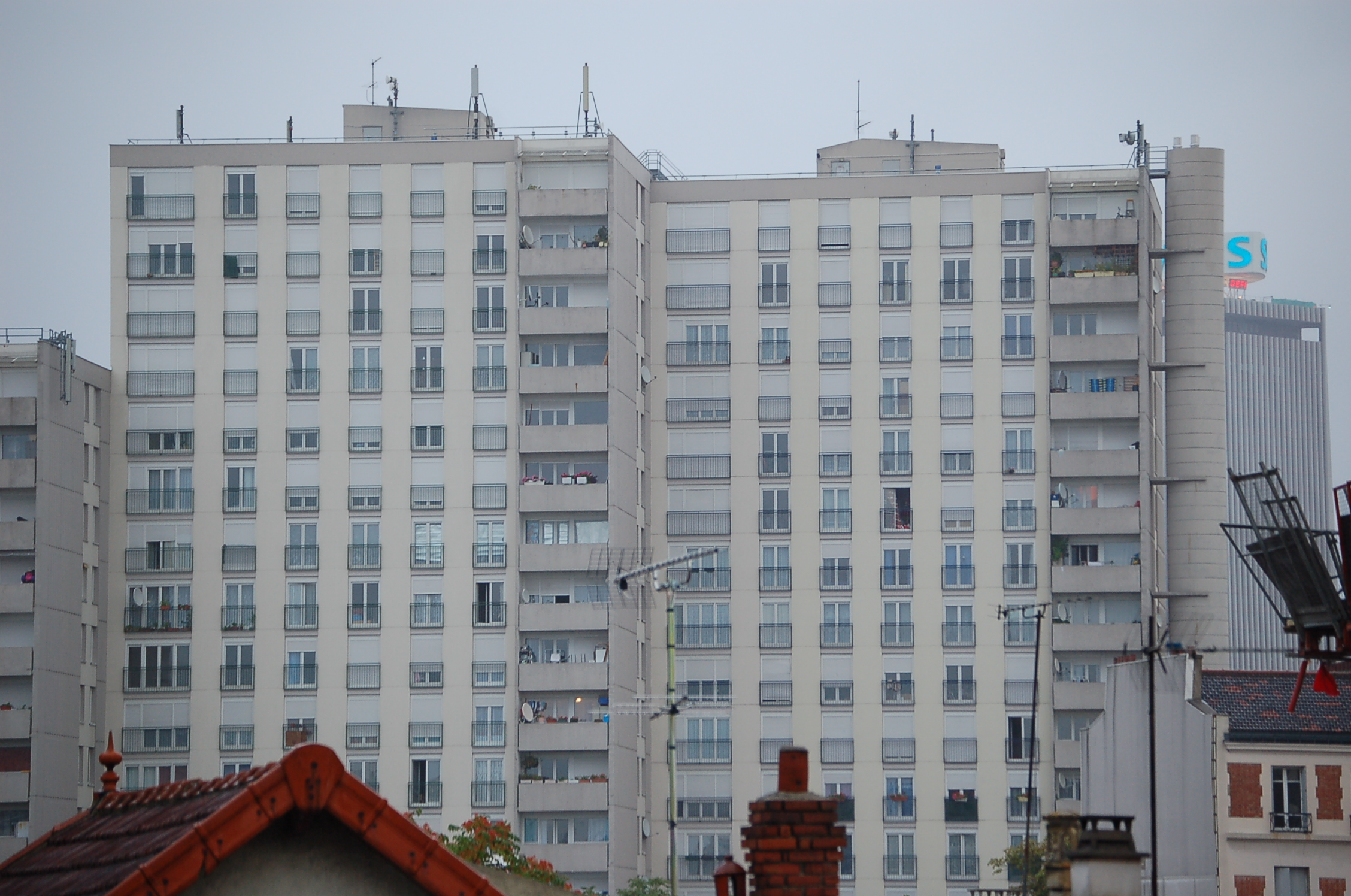
أحد مشاريع الإسكان العام في ضواحي باريس (السين-سان دوني)

كان الإسكان تحديدًا مسألة مهوّلة. ازداد تعداد سكان باريس بنحو 50 ألف فرد في السنة بين عامي 1946 و1954، ما يعني 379 ألف مواطن. لكن فرنسا لم تبنِ سوى القليل من المنازل خلال الأعوام الـ 25 الماضية لإيواء هؤلاء الناس. بُنيت 35 بالمئة من الشقق السكنية قبل العام 1871. فوق ذلك، فإن 81 بالمئة من الشقق لا تحوي حمامًا خاصًا، و55 بالمئة لا تحوي مرحاضًا خاصًا. أعلنت المدينة عن 100 ألف وحدة سكنية غير صالحة للمعيشة، وتبيّن أن 90 ألف وحدة سكنية تأوي سكانًا على الرغم من أنها غير صالحة للسكن. كانت الصحة أيضًا إحدى المشكلات الكبرى، فظهرت 100 ألف حالة من السلّ في المدينة، ما أودى بحياة مئات الأشخاص سنويًا، تحديدًا في الشقق السكنية المزدحمة والمنازل السكنية المفروشة.
حاولت الحكومة تحسين حياة الطبقة العاملة من الباريسيين عن طريق فرض رقابة صارمة على الإيجار، فكان إيجار الحداد الماهر شهريًا يعادل 4% من مرتبه الشهري، بصرف النظر عن التضخم وتكاليف المعيشة. لكن تلك الخطوة جاءت بنتائج غير مقصودة، منها إيقاف عمليات البناء الجديدة وخلق سوق سوداء في مجال العقارات والشقق وتزايد انخفاض عدد الوحدات السكنية المتاحة، فأثر ذلك بشكل خاص على الباريسيين اليافعين. في عام 1953، كان نصف المتزوجين يعيشون مع عائلاتهم، و15 بالمئة منهم تعيش في غرفة مفردة مفروشة. في عام 1954، افتقد نحو 20 بالمئة من الوحدات السكنية المياه الجارية، بينما لم يحوِ ثلثا الوحدات السكنية مرحاضًا خاصًا، ولم تحتوِ ثلاثة أرباع تلك الوحدات على حوض استحمام أو دُش خاص.
في عام 1950، بدأت الحكومة مشروعًا جديدًا على نطاق ضخم لإنشاء وحدات سكنية مخصصة للباريسيين من أصحاب الدخل المتدني، وُدعيت بعد العام 1950 بـ HLMS (مساكنٌ بإيجار معتدل)، وبُنيت تلك الوحدات عادة على أطراف المدينة أو في الضواحي. في عام 1952، بُني نحو 82 ألف وحدة سكنية في فرنسا، لكن تلك الوحدات لم تغطِّ سوى جزء ضئيل من حاجة باريس للشقق السكنية. عُيّن بيير كوران وزيرًا جديدًا للإسكان عام 1953، وأطلق برنامج إعمار أكبر من السابق بكثير.